# Aartsbisdom Agrigento
Het aartsbisdom Agrigento (Latijn: Archidioecesis Agrigentina; Italiaans: Arcidiocesi di Agrigento) is een metropolitaan aartsbisdom van de Rooms-Katholieke Kerk op Sicilië, Italië. De zetel van het aartsbisdom is in Agrigento. De aartsbisschop van Agrigento is metropoliet van de kerkprovincie Agrigento waartoe ook de volgende suffragane bisdommen behoren:
- Bisdom Caltanissetta
- Bisdom Piazza Armerina